# Organizzazione non a scopo di lucro
Un'organizzazione non a scopo di lucro, detta anche organizzazione non profit (dall'inglese profit, cioè "profitto") o ente non profit, è un'organizzazione che, per statuto, non è destinata alla realizzazione di profitti e reinveste interamente gli utili generati per i propri scopi organizzativi.

## Storia
La struttura delle organizzazioni non a scopo di lucro è nata nella seconda metà del XX secolo, principalmente nei paesi economicamente più progrediti, supportata dall'accresciuta attenzione sociale per le attività di solidarietà, dal miglioramento delle condizioni economiche generali, e dalla diffusione dei mass media, che hanno agevolato la conoscenza di particolari situazioni di disagio economico, sanitario, sociale e politico.
Parallelamente sono nate associazioni di persone volontarie, mosse dalla percezione di inadeguatezza della risposta degli Stati maggiormente sviluppati a livello economico alle situazioni di necessità sociale sia interne agli stessi Stati, che all'esterno, negli Stati meno sviluppati, e finalizzate a risolvere o ad attenuare tali situazioni.
In questo contesto sono nate anche organizzazioni di tipo privato al fine di soddisfare bisogni specifici sociali (ad esempio le associazioni per la fornitura di cibo e medicinali o per l'assistenza di persone affette da malattie rare).
La rilevanza del fenomeno ha indotto gli ordinamenti giuridici a prenderne atto, e a predisporre agevolazioni fiscali per queste attività.
In diritto, il problema affrontato dalla dottrina si è incentrato sulla corretta definizione dell'ente non profit.

## Descrizione
Le organizzazioni non a scopo di lucro non distribuiscono ai soci gli utili, che sono invece destinati a terzi; tali organizzazioni hanno un'attività commerciale limitata ai soli scopi sociali e perciò risultano diverse dalle società cooperative e dalle associazioni, nelle quali legittimamente residua un interesse personale indiretto dei soci.
Per dare una definizione delle caratteristiche di un ente non profit, Giulio Marcon si avvale di uno studio specifico del 1999 del Centro per gli studi della società civile della Johns Hopkins University di Baltimora, a cui aggiunge ulteriori due caratteristiche:
1. essere formalmente costituito;
2. essere di natura privata, separata da quella pubblica;
3. essere autogovernato senza alcun controllo esterno;
4. non distribuire tra i propri componenti eventuali profitti;
5. avere una presenza significativa di volontari;
6. essere aconfessionali e apartitici;
7. avere un'utilità sociale;
8. avere una struttura democratica.

## Legislazione
Gli enti non profit si differenziano nella loro struttura per tipo e status giuridico.

### In Italia
La legislazione italiana ha disciplinato cinque tipi di organizzazioni private che operano senza fini economici con finalità solidaristiche:
- le organizzazioni non governative;[4]
- le organizzazioni di volontariato;[5]
- le cooperative sociali;[6]
- le fondazioni ex bancarie;[7]
- le associazioni di promozione sociale.[8]

Con il decreto legislativo n. 117 del 3 luglio 2017 tutto il Codice del Terzo settore è incentrato sulla figura degli enti del terzo settore (ETS), la quale ricomprende anche altre tipologie di organizzazioni esistenti:

#### Organizzazione di volontariato (ODV)
Secondo gli articoli 2-3 della legge n. 266 dell'11 agosto 1991, per organizzazioni di volontariato si intende "ogni organismo liberamente costituito" che si avvale dell'attività di volontariato che "deve intendersi quella prestata in modo personale, spontaneo e gratuito, tramite l'organizzazione di cui il volontario fa parte, senza fini di lucro anche indiretto ed esclusivamente per fini di solidarietà".
Tale dimensione organizzata si configura a partire dagli anni settanta, ma la sua importanza è cresciuta in modo particolare durante gli anni 2000; se guardiamo infatti all'anzianità delle organizzazioni di volontariato presenti sul territorio, possiamo vedere come la maggior parte sia di recente costituzione: delle più di 21 000 (21 021 nel 2005) associazioni esistenti in Italia il 61% è nato dopo il 1999.
Il decreto legislativo n. 117 del 3 luglio 2017 Codice del Terzo Settore (CTS) provvede al riordino e alla revisione organica della disciplina speciale e delle altre disposizioni vigenti relative agli Enti del Terzo Settore (ETS).
Il CTS, abrogando gran parte della legge n. 266/1991, ha introdotto una nuova definizione di ODV; il 1° comma dell'articolo 32 dispone che le ODV sono ETS costituiti in forma di associazione, riconosciuta o non riconosciuta, da un numero non inferiore a sette persone fisiche o a tre organizzazioni di volontariato, per lo svolgimento prevalentemente in favore di terzi di una o più attività di interesse generale di cui all'articolo 5, avvalendosi, in modo prevalente dei volontari associati.

#### Associazione di promozione sociale (APS)
Le associazioni di promozione sociale possono essere definite quelle organizzazioni in cui individui si associano per perseguire un fine comune non di natura commerciale. La loro valenza “sociale” deriva dal fatto che esse non sono assimilabili a quelle associazioni che hanno come finalità la tutela esclusiva di interessi economici dei membri (come ad esempio avviene per associazioni sindacali, di partito o di categoria).
Le caratteristiche e il ruolo svolto dalle associazioni di promozione sociale sono molto vicine a quelle delle organizzazioni di volontariato, le differenze risiedono nella possibilità di remunerare i propri soci e nella valenza mutualistica dei servizi, anche se è indubbio che oggi le associazioni non si limitino solamente alla mera soddisfazione degli interessi e dei bisogni degli associati, ma abbiano sviluppato una forte apertura al sociale operando promozioni della partecipazione e della solidarietà attiva.

#### Cooperativa sociale
In Italia sono presenti 7.363 cooperative sociali: 4.345 di tipo A, 2.419 di tipo B, 315 di tipo misto (A+B), 284 sono infine i consorzi; esse possono essere (o sono) definite dall'art. 1 della legge n. 381 dell'8 novembre del 1991 “cooperative aventi come scopo il perseguimento generale della comunità alla promozione umana e all'integrazione sociale dei cittadini”. Esistono quattro tipologie di cooperative: le cooperative di tipo A che svolgono attività finalizzate all'offerta di servizi socio-sanitari ed educativi, le cooperative di tipo B che forniscono attività di inserimento lavorativo di persone svantaggiate, le cooperative di tipo misto che svolgono attività tipiche delle cooperative di tipo A, sia di tipo B ed infine i consorzi sociali, società cooperative aventi la base sociale formata in misura non inferiore al settanta per cento da cooperative sociali.
All'origine di questa forma organizzativa vi è la convinzione che l'attività solidaristica si possa realizzare anche attraverso la forma di un'impresa economica, coniugando interesse privato e interesse generale.

#### Fondazione di diritto civile e di origine bancaria
Le circa 6 220 fondazioni presenti in Italia (dato 2011) rappresentano un importante attore nel panorama del non profit. Le fondazioni sono enti senza fini di lucro con una propria sorgente di reddito che viene impiegata per scopi di utilità sociale. A differenza delle associazioni infatti, le fondazioni non trovano il loro fondamento nei soci e nelle attività da loro svolte, ma piuttosto nella possibilità di beneficiare di un patrimonio (che per legge deve essere sufficiente allo scopo, anche se non vi sono indicazioni relative a cifre esatte) che dà loro un'ampia capacità finanziatrice. Le fondazioni distribuiscono le proprie risorse con una strategia orientata alla scelta degli interlocutori per valutare i progetti da finanziare e in particolare, le aree in cui maggiormente le fondazioni operano sono l'istruzione, l'arte e la cultura, la sanità, l'assistenza sociale e la ricerca. Le fondazioni svolgono spesso anche una funzione attrattiva di nuove risorse, di lasciti, di donazioni di privati e imprese.

#### Organizzazione non governative (ONG)
In seno alla categoria delle organizzazioni "non profit" rientrano anche quelle organizzazioni che di fatto, in genere in ragione di particolari princìpi ispiratori o di particolari modalità o luoghi di attività, costituiscono soggetti di rilevanza inevitabilmente politica e che vengono a loro volta classificate come ONG quando appunto il loro operato sia svincolato da quello del governo dello Stato di appartenenza.
Le prime Ong nate intorno agli anni settanta svolgevano un'attività di sostegno del mondo missionario presente nei paesi in via di sviluppo. Oggi le organizzazioni non governative sono espressioni organizzate della società civile di ispirazione anche laica, impegnate sul più ampio fronte della cooperazione, intessendo rapporti con le istituzioni nazionali, europee ed internazionali e contribuendo all'elaborazione di strategie politiche. I tre principali organismi di coordinamento a cui aderiscono la maggior parte delle Ong italiane sono: i Volontari nel mondo - federazione di organismi cristiani di servizio internazionale, che riunisce 56 Ong di ispirazione cristiana; il Coordinamento delle Ong per la cooperazione internazionale allo sviluppo, che riunisce 35 Ong di matrice laica e il Coordinamento di iniziative popolari di solidarietà internazionale che conta 28 Ong di ispirazione cristiana.

#### Organizzazione non lucrativa di utilità sociale (ONLUS)
La disciplina delle ONLUS, che nell'acronimo ben segnalano la compresenza dei requisiti di assenza di lucro e di utilità sociale, resta pertanto ben indicativa di alcuni dei possibili campi di intervento, sebbene in tale inquadramento - è stato da molti eccepito - siano eterogeneamente parificati obiettivi di emergenza vitale e scopi di potenziale fatuità:
1. assistenza sociale e socio sanitaria
2. assistenza sanitaria
3. beneficenza
4. istruzione
5. formazione
6. sport dilettantistico
7. tutela, promozione e valorizzazione delle cose di interesse artistico e storico
8. tutela e valorizzazione dell'ambiente
9. promozione della cultura e dell'arte
10. tutela dei diritti civili
11. ricerca scientifica di particolare interesse sociale

Per quanto infatti il concetto di non profit sia in genere, nella sua più immediata accezione, prontamente riferito a importanti e lodevoli iniziative di grande spessore, esso purtuttavia comprende qualsiasi attività dalle caratteristiche sopra abbozzate, riguardando pertanto la bocciofila di quartiere come le associazioni per le emergenze alimentari del Terzo Mondo; ciò ha dato luogo ad eccezioni ideali ed a proposte per una più rigorosa verifica della corretta applicazione della disciplina, soprattutto onde salvaguardare la necessaria terzietà degli effettivi beneficiari delle iniziative di questo genere, vista la potenziale facilità di maliziosa interpretazione del testo normativo.

#### Impresa sociale
Sempre di più a partire dagli anni 80 si sono venute affermando forme imprenditoriali e organizzative create per perseguire finalità sociali operando all'interno del mercato concorrenziale. La forma giuridica che risponde a queste esigenze è quella dell'impresa sociale, che comprende tutte quelle imprese private, comprese le cooperative, in cui l'attività economica d'impresa principale è stabile e ha per oggetto la produzione e lo scambio di beni e servizi di utilità sociale e di interesse generale. Si distingue così per la prima volta il concetto di imprenditoria da quello di finalità lucrativa: si riconosce l'esistenza di imprese con finalità diverse dal profitto. Il valore aggiunto rispetto a un'impresa tradizionale sta nel tentativo di produrre servizi ad alto contenuto relazionale, nel cercare di fare "rete" con esperienze del terzo settore, nel produrre esternalità positive per la comunità; fondamentali sono la promozione dello sviluppo locale, la garanzia di democraticità dell'organizzazione e di un coinvolgimento diretto dei lavoratori nella gestione, l'adozione di valori quali la giustizia sociale, le pari opportunità e la riduzione delle diseguaglianze.
La disciplina di questi enti contenuta nella legge n. 118/2005 è stata resa organica e attuale tramite il d.lgs. n. 155/2006.
L'impresa sociale può operare nei seguenti ambiti di attività:
- assistenza sociale
- assistenza sanitaria e socio sanitaria
- educazione
- istruzione
- tutela ambientale
- tutela dei beni culturali
- formazione universitaria
- formazione extrascolastica
- turismo sociale

## Aree di intervento
L'Istat ha pubblicato i dati relativi ai settori e sottosettori di attività prevalente delle Istituzioni non profit aggiornato al 31 dicembre 2021:
| SETTORE E SOTTOSETTORE DI ATTIVITA' PREVALENTE                                   | Istituzioni non profit |
| 1.Cultura, sport e ricreazione                                                   | 227.452                |
| 1.1 Attività culturali e artistiche                                              | 55.332                 |
| 1.2 Attività sportive                                                            | 121.405                |
| 1.3 Attività ricreative e di socializzazione                                     | 50.715                 |
| 2. Istruzione e ricerca                                                          | 13.542                 |
| 2.1 Istruzione primaria e secondaria                                             | 7.534                  |
| 2.2 Istruzione universitaria                                                     | 550                    |
| 2.3 Istruzione professionale e degli adulti                                      | 3.605                  |
| 2.4 Ricerca                                                                      | 1.853                  |
| 3. Sanità                                                                        | 12.240                 |
| 3.1 Servizi sanitari ospedalieri e non ospedalieri                               | 1.368                  |
| 3.2 Altri servizi sanitari                                                       | 10.872                 |
| 4. Assistenza sociale e protezione civile                                        | 35.319                 |
| 4.1 Servizi di assistenza sociale                                                | 26.307                 |
| 4.2 Protezione civile e assistenza nelle emergenze                               | 4.898                  |
| 4.3 Erogazione di contributi monetari e/o in natura                              | 4.114                  |
| 5. Ambiente                                                                      | 6.454                  |
| 5.1 Protezione dell’ambiente                                                     | 3.841                  |
| 5.2 Protezione degli animali                                                     | 2.613                  |
| 6. Sviluppo economico e coesione sociale                                         | 6.436                  |
| 6.1 Promozione dello sviluppo economico e coesione sociale della collettività    | 1.271                  |
| 6.2 Tutela e sviluppo del patrimonio abitativo                                   | 164                    |
| 6.3 Addestramento, avviamento professionale e inserimento lavorativo             | 5.001                  |
| 7. Tutela dei diritti e attività politica                                        | 6.421                  |
| 7.1 Servizi di tutela e protezione dei diritti                                   | 3.922                  |
| 7.2 Servizi legali                                                               | 561                    |
| 7.3 Servizi di organizzazione dell’attività di partiti politici                  | 1.938                  |
| 8. Filantropia e promozione del volontariato                                     | 4.064                  |
| 8.1 Erogazione di contributi filantropici                                        | 2.168                  |
| 8.2 Promozione del volontariato                                                  | 1.896                  |
| 9. Cooperazione e solidarietà internazionale                                     | 4.443                  |
| 9.1 Attività per il sostegno economico e umanitario all’estero                   | 4.443                  |
| 10. Religione                                                                    | 17.134                 |
| 10.1 Attività di religione e culto                                               | 17.134                 |
| 11. Relazioni sindacali e rappresentanza di interessi                            | 25.037                 |
| 11.1 Tutela e promozione degli interessi degli imprenditori e dei professionisti | 11.097                 |
| 11.2 Tutela e promozione degli interessi dei lavoratori                          | 13.940                 |
| 12. Altre attività                                                               | 2.081                  |
| 12.1 Altre attività                                                              | 2.081                  |
| TOTALE                                                                           | 360.623                |

### Ambiente
La protezione dell'ambiente è essenziale per la qualità della vita delle generazioni presenti e future e un aumento della qualità della vita implica la crescita del benessere della popolazione.
È per tale motivo che fin dagli anni settanta sono nate a livello internazionale, ma anche italiano, numerose associazioni sensibili alle problematiche ambientali ambientalismo.
Il World Wide Fund For Nature (WWF) è la più grande associazione ambientalista al mondo, con obiettivi di tutela dell'ambiente naturale e di salvaguardia di specie animali a rischio di estinzione; è attiva da più di 40 anni e grazie al supporto di 5 milioni di persone lavora in circa 100 paesi a fianco delle comunità locali. Finanziariamente è supportata da cittadini, imprese e istituzioni.
Uno dei più grandi movimenti ambientalisti del mondo è rappresentato da Greenpeace; esso si ispira ai principi della non violenza, è apolitico e si finanzia esclusivamente con i contributi dei singoli individui. Le attività di Greenpeace consistono nel coordinamento di programmi e attività di campagna e investe in ricerca scientifica ed innovazione tecnologica.
L'associazione Italia Nostra, attiva dal 1955, ha contribuito a diffondere nel paese la cultura della conservazione del paesaggio urbano e rurale, dei movimenti, del carattere ambientale della città attraverso attività di volontariato culturale.
Legambiente è nata nel 1980, erede dei primi nuclei ecologisti e del movimento antinucleare che si sviluppò in Italia e in tutto il mondo occidentale nella seconda metà degli anni settanta.
Tratto distintivo dell'associazione è stato sempre l'ambientalismo scientifico, la scelta, cioè, di fondare ogni iniziativa per la difesa dell'ambiente su una solida base di dati scientifici, che hanno permesso di accompagnare le battaglie con l'indicazione di alternative concrete, realistiche, praticabili.

### Cultura e Informazione
Alcune organizzazioni si impegnano nella promozione sociale e la diffusione di forme espressive come la musica, la letteratura, il teatro e l'arte. Altre promuovono discipline sportive con l'obiettivo di creare un'identità locale coesa e collaborativa. Anche la storia e gli studi sociali sono considerati un bene comune da diffondere attraverso iniziative quali convegni, pubblicazioni ed eventi per la cittadinanza.

### Economia

#### Commercio equo e solidale
Le organizzazioni di commercio equo si propongono di creare opportunità di autosviluppo sostenibile per le comunità escluse e svantaggiate dei paesi del sud del mondo. Il perseguimento di tale obiettivo avviene attraverso l'utilizzo di strumenti operativi come la vendita dei prodotti nella rete di Botteghe del mondo, la crescita della consapevolezza dei consumatori, attuata attraverso un'adeguata informazione, l'educazione e l'azione politica che consiste nell'attività di pressione sulle istituzioni pubbliche e nell'adesione a campagne.
Le organizzazioni si dividono in centrali di commercio alternativo (ATOS, Alternative Trade Organizations), botteghe importatrici e botteghe del mondo; le centrali hanno un più forte potere di coordinamento della filiera equa e solidale, essendo l'anello di congiunzione tra le organizzazioni di produttori del sud del mondo e le botteghe del mondo dove vengono commercializzati i prodotti.
L'importatore di maggiori dimensioni è rappresentato dal Consorzio Ctm Altromercato che è il maggiore importatore italiano e il secondo a livello mondiale con un fatturato di 37 milioni di euro e 102 dipendenti a tempo pieno. Seppur di dimensioni più modeste giocano un ruolo importante nel panorama del commercio equo la centrale Commercio Alternativo con quasi 5 milioni di € di fatturato e la centrale Libero Mondo che ha circa 60 dipendenti e per scelte politiche vende esclusivamente attraverso la rete di Botteghe del mondo. Gli importatori hanno sviluppato dei marchi commerciali, a cui spesso erroneamente si contrappone il marchio di Transfair, che è invece un organismo di certificazione di prodotti equosolidali nato nel 1997 per garantire che un prodotto rispetta gli standard definiti da FLO (Fairtrade Labelling Organization). La presenza del marchio di IFAT, che garantisce le organizzazioni di commercio equo e solidale invece che i prodotti equosolidali non rende semplice la conoscenza del consumatore.
Le botteghe importatrici sono dei coordinamenti di botteghe, per lo più di medie dimensioni e abbastanza strutturate che intraprendono rapporti diretti con i produttori del Sud del mondo eliminando il passaggio effettuato dagli importatori.
Le Botteghe del mondo, infine, costituiscono il punto vendita per i prodotti equi ma anche e soprattutto un luogo di sensibilizzazione, di scambio culturale e di azione politica. In Italia sono circa 300 e aderiscono all'Associazione botteghe del mondo costituitasi nel 1991.

#### Finanza etica
La finanza etica nasce per sostenere le attività di promozione umana e socioambientale, pone al centro della sua attività la persona e non il capitale, l'idea e non il patrimonio, la giusta remunerazione dell'investimento e non la speculazione; tale sistema garantisce credito ai soggetti che hanno un progetto economicamente sostenibile e socialmente importante ma che non ottengono finanziamenti dagli istituti bancari tradizionali perché sprovvisti di garanzie patrimoniali.
La finanza etica risponde alla necessità di riportare la finanza a svolgere la funzione originaria di garante del risparmio evitando gli impieghi puramente speculativi.
Tra le organizzazioni fondatrici, la più rilevante è l'Associazione finanza etica, attiva sin dalla fine degli anni settanta. È un'associazione di secondo livello che si propone di far crescere la cultura della finanza etica, comprende un osservatorio di ricerca e confronto tra gli attori della finanza etica italiana ed attua attività di monitoraggio del mercato dei prodotti finanziari etici italiani.
L'istituzione creditizia più importante è costituita da Banca etica che è una banca popolare, opera a livello nazionale e ha caratteristiche che favoriscono l'azionariato diffuso in modo da favorire processi democratici ai quali corrispondono "una testa un voto".
Il consorzio finanziario Etimos raccoglie risparmio a sostegno di esperienze microimprenditoriali e programmi di microfinanza nel Sud del mondo.
Infine l'attività di raccolta credito viene effettuata in larga misura anche dalle cooperative di Commercio Equo, sia in veste di singole botteghe, sia facendo parte di sistemi più strutturati come le cooperative socie al consorzio Ctm altromercato che utilizzano il risparmio raccolto per finanziare progetti nel Sud del mondo (concedendo quindi microcredito ai produttori) oppure per i lavori di ampliamento e/o manutenzione delle botteghe stesse.
Queste forme di deposito tecnicamente sono concorrenti alle istituzioni di credito come Banca Etica.

### Salute e ricerca
Il settore della sanità nel mondo non profit è al quarto posto dal punto di vista della concentrazione numerica, corrisponde cioè al 4,4% (9.676 su 221.412 dati Istat) delle organizzazioni presenti nel territorio italiano. Rimane al primo posto invece per numero di dipendenti assunti (22,8%) ed entrate raggiunte (18,8% delle entrate del complessivo settore). Si caratterizza dall'estrema varietà dimensionale delle organizzazioni: grandi associazioni private come l'ANFFAS che si avvalgono di ospedali e strutture sanitarie private altamente professionalizzate, insieme a piccole e numerose organizzazioni con prevalenza di lavoro volontario che offrono servizi di assistenza sanitaria e un servizio relazionale aggiuntivo come l'assistenza ai malati terminali, l'assistenza ospedaliera.
Il settore dell'istruzione e della ricerca invece occupa il terzo posto raggiungendo il 5,3%. Si avvale di pochi volontari, quindi si basa prevalentemente su attività remunerata, e la provenienza dei suoi ricavi è soprattutto privata (consistente l'erogazione delle fondazioni bancarie).
Recentemente è stata proposta dal Governo la trasformazione dei 15 istituti di ricovero e cura a carattere scientifico pubblici in fondazioni "non profit" (il policlinico Francesco Sforza di Milano rappresenta la prima esperienza di questo tipo).
La Fondazione Telethon rappresenta un'importante realtà nel campo della ricerca. Le sue azioni: individuare tematiche e assegnare fondi per progetti di ricerca, per borse di dottorato di ricerca e scuole di specializzazione, costituire proprie unità di ricerca, anche in collaborazione con università, enti pubblici di ricerca. Altre associazioni di particolare rilievo sono l'Associazione Italiana per la Ricerca sul Cancro (AIRC), la Fondazione italiana per la ricerca sul cancro (FIRC), l'Associazione italiana sclerosi multipla (AISM).

### Sviluppo

#### Cooperazione
La cooperazione internazionale nasce governativa dopo il secondo conflitto mondiale con le prime conferenze delle Nazioni Unite (es. Bandug 1955); dalla fine del XX secolo viene affiancata e sostenuta grazie a un forte sistema di valori, da quella non governativa, legittima rappresentanza della società civile.
La cooperazione governativa si occupa del trasferimento di risorse finanziarie, assistenza tecnica, servizi e beni da un governo o da un organo pubblico di un Paese sviluppato a favore di un paese in via di sviluppo (PVS), mentre la cooperazione non governativa è maggiormente slegata da interessi politico-economici particolari e rappresenta il canale privilegiato delle istanze provenienti dalla società civile. Recentemente nuovi soggetti associativi hanno configurato una forma di cooperazione decentrata, che si basa sul contatto diretto tra due comunità con obiettivi comuni, e che quindi collabora con la tradizionale forma di cooperazione.
In Italia le ONG che si occupano di cooperazione con i PVS hanno ottenuto un riconoscimento nel 1979 (legge 38 sulla cooperazione) e, in particolare con la nuova legge di riforma (49/87), hanno conosciuto un periodo di moltiplicazione numerica. Oggi sono 154 le ONG che lavorano in questo settore, e complessivamente le organizzazioni che si occupano di cooperazione e solidarietà superano i 1400 (fonte ISTAT). Le Ong si basano prevalentemente su finanziamenti pubblici, mentre il 90% delle restanti organizzazioni agiscono con volontari e forme di autofinanziamento.
Le storiche organizzazioni internazionali attive in tutto il mondo in progetti di cooperazione allo sviluppo: Save the Children e Oxfam (già nel 1942).

#### Volontariato
Secondo un'indagine ISTAT relativa all'anno 2004 in Italia sono circa 11 milioni (il 22,2 % degli abitanti con più di 14 anni) i cittadini che hanno partecipato almeno una volta nell'anno ad attività di volontariato. Di questi, però, solo poco più della metà (circa 6 milioni) sono andati oltre la partecipazione ad episodiche riunioni. Si tratta, comunque, di un numero consistente di volontari, che in genere dedicano parte del proprio tempo libero ad una singola organizzazione in modo identitario.
La crescita del numero delle istituzioni non profit è stata particolarmente intensa dai primi anni novanta, mentre la crescita del numero dei volontari è stata più contenuta. La crisi del fordismo (già annunciata nella metà degli anni sessanta ma ancora non del tutto conclusa) e dello stato sociale tradizionale ha aperto enormi spazi di azione per il terzo settore, che nei primi anni novanta ha cercato di inserirsi nel panorama italiano come soggetto politico non partitico proprio mentre i partiti politici vivevano una stagione di delegittimazione dovuta anche a tangentopoli. All'indomani del sostanziale fallimento di intervento politico in senso stretto del mondo dell'associazionismo nasce alla fine del 1993 il Forum del Terzo Settore, coordinamento informale di associazioni, cooperative sociali ed organizzazioni di volontariato. Nel giugno del 1997 il Forum si costituisce formalmente escludendo per statuto le organizzazioni piccole e favorendo l'ingresso di quelle più tradizionali, strutturate e con bilanci maggiori. Pur rappresentando oltre 100 organizzazioni, il Forum sembra vivere una fase di minore vitalità negli ultimi anni. Nonostante l'esigenza di coordinare l'attività di un mondo del volontariato piuttosto frammentato (importanti sono i Centri di Servizio per il Volontariato su base regionale e talvolta provinciale e la FIVOL), le istituzioni che hanno come attività prevalente la filantropia e la promozione del volontariato sono soltanto lo 0,6 % del totale e possono contare solo sul 10 % di personale dipendente.

### Tutela dei diritti e della pace
Le organizzazioni che si occupano prevalentemente della tutela dei diritti sono intorno alle 6500, corrispondenti al 3 % circa del totale. (Fonte ISTAT relativa all'anno 2003). L'attività è svolta prevalentemente (circa l'80 %) da volontari, pur contando un buon 20 % di dipendenti. Una tra le organizzazioni più autorevoli e radicate che si batte per la tutela dei diritti umani in tutto il mondo è Amnesty International. Indipendente da ogni gruppo politico o confessione religiosa, nasce nel 1961 in Inghilterra ed ha vinto il premio Nobel per la pace nel 1977. Presente in Italia dal 1975, conta sul sostegno di 80000 soci.
Il pacifismo italiano ha una lunga tradizione (nel secondo dopoguerra vanno ricordati i Partigiani della pace che raccolsero 10 milioni di firme per il disarmo nucleare ed il Movimento nonviolento per la pace animato da Aldo Capitini) ed una grande presa tra i cittadini, testimoniata dalla grande manifestazione del 15 febbraio 2003 a Roma contro la guerra in Iraq. Sono numerose le organizzazioni che si adoperano per diffondere una cultura pacifista, di orientamento laico o cattolico, come Pax Christi: movimento internazionale presente in Italia dal 1954, nel 1983 Pax Christi internazionale ha ricevuto il premio UNESCO per l'educazione alla pace.